# 境川 (竹田市)
境川（さかいがわ）は、大分県竹田市内を流れ同市街地にある大野川に注ぐ河川。

## 地理
久住山（標高1,798m）に水源を発し、久住高原や同市直入を流れる。

## 周辺施設
- 長湯温泉
- ガンジーファーム
- みどり高原牧場
- 沢水キャンプ場
- レゾネイトクラブくじゅう
- フラワーズバレー
- くじゅう花公園